# Polidoro da Caravaggio
Polidoro Caldara, conocido como Polidoro da Caravaggio (Caravaggio, 1492 o 1495 - Mesina, 1543), fue un pintor del Renacimiento, uno de los más destacados artistas de la corriente romanista que tuvo como crisol el extenso grupo de ayudantes de que se rodeó Rafael para la decoración de las Estancias Vaticanas.

## Personalidad artística

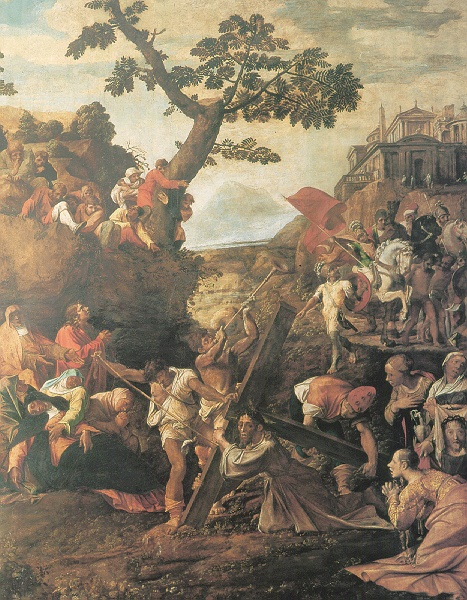
Camino del Calvario, Museo di Capodimonte, Nápoles.

A pesar de no ser demasiado recordado actualmente, Polidoro es uno de los más productivos artistas del primer Manierismo, tanto en cantidad como en calidad, pudiendo competir con Giulio Romano, Perino del Vaga o Parmigianino.
Aunque formado en la vertiente clasicista liderada por Giulio Romano, su temperamento le diferencia de muchos de sus compañeros de generación, pues tiene un espíritu "romántico", más interesado en la expresión de los sentimientos humanos, de las ideas y emociones. Consiguió en sus obras una atmósfera determinada, a veces grandiosa, que le distancia del ornamentalismo en boga.

## Biografía

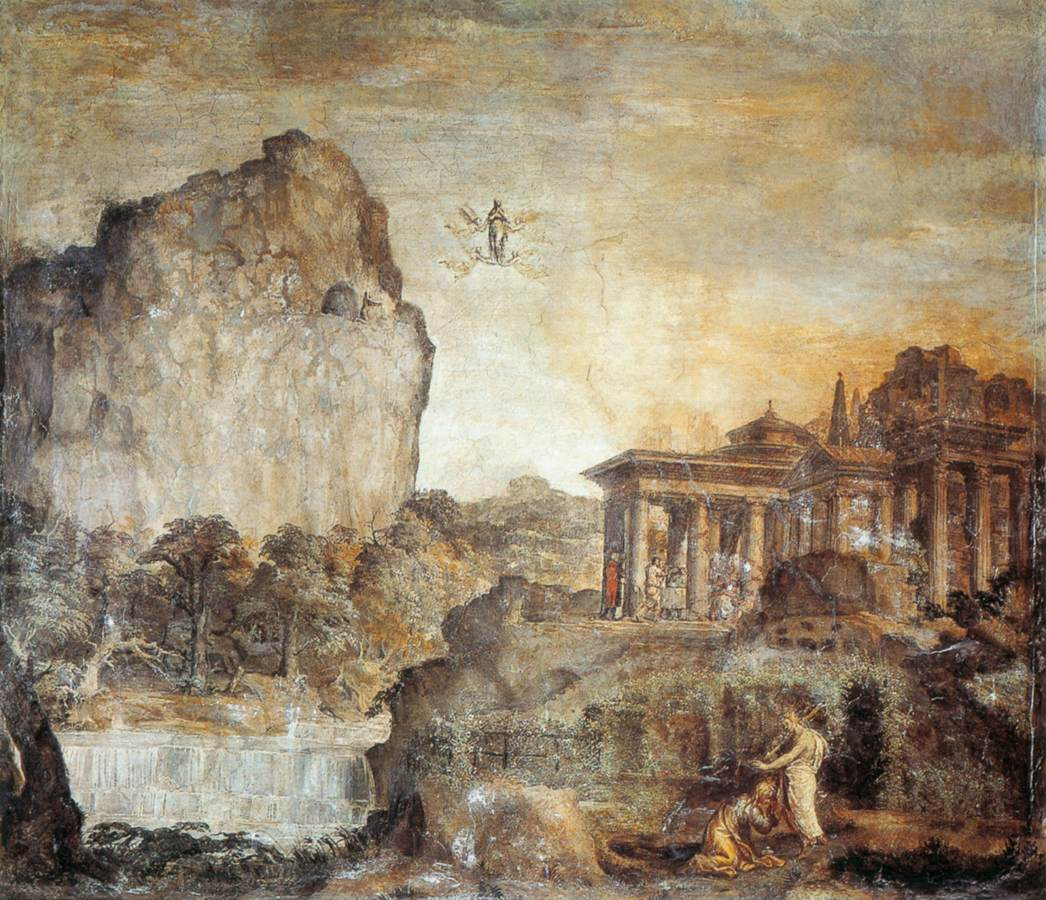
Noli me Tangere, San Silvestro al Quirinale, Roma.

### Comienzos. Decoraciones Vaticanas. Las Logge
De origen lombardo, comenzó como escayolista en el gran proyecto de las Logge que Rafael estaba realizando en el Palacio Apostólico de la Ciudad del Vaticano, aunque en una fase más avanzada ya se le confió la ejecución de los frescos narrativos en al menos uno de los tramos. Siempre a las órdenes de Giulio Romano, éste le encargó de las grisallas de los basamento de la Sala de Constantino y el techo al fresco del salón principal de la Villa Lante. En esta última obra ya emerge brillantemente la personalidad artística de Polidoro.

### Fama. Decoraciones de fachadas. San Silvestro al Quirinale
A partir de 1524, alcanzó una gran fama como decorador de fachadas con pinturas monócromas de temas de la Antigüedad, casi siempre en colaboración con su colega Maturino da Firenze. 
Desgraciadamente, la mayoría de estas obras han desaparecido con el tiempo. Sólo sobrevive, aunque muy restaurada, la decoración de la fachada del Palazzo Ricci. La inspiración parece provenir, como señala Vasari, de las obras del mismo tipo que Baldassare Peruzzi había realizado durante la década anterior. Sin embargo, Polidoro consigue imprimirles un renovado vigor, con figuras de una gran potencia plástica, lejos de la petrificación típica de las obras de Giulio Romano.
En 1525, decoró la Cappella de Fra Marino Fetti en San Silvestro al Quirinale. En esta obra el paisaje se hace omnipresente en todas las escenas, reduciendo el tamaño de las figuras e imprimiendo una gran vitalidad al todo, con un estilo nervioso y un punto turbulento. Supone una gran innovación, pues la pintura de paisajes estaba escasamente desarrollada en la época.
Polidoro fue un dibujante compulsivo. Sus diseños están llenos de fantasía e imaginación. En estas obras, de carácter privado, el artista rompe con los convencionalismos de la Maniera. Profundamente emocionales, llegan a caer en lo excéntrico.

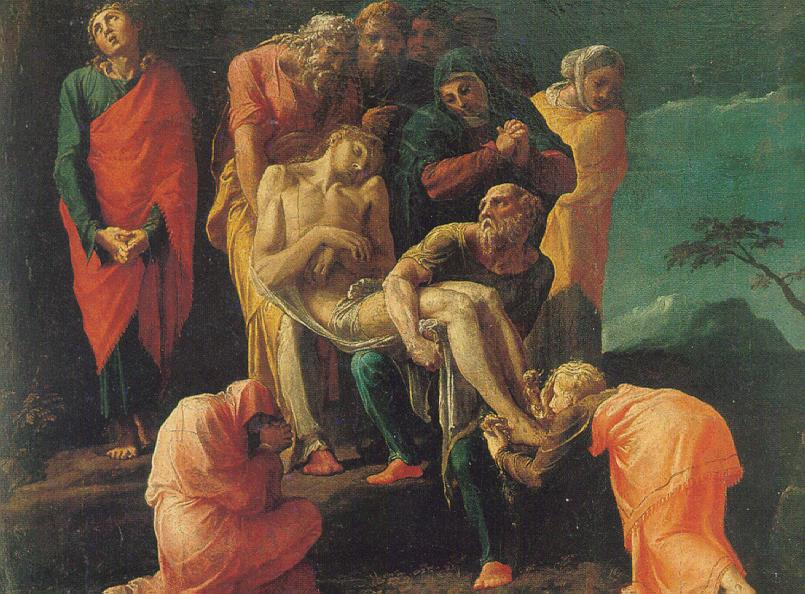
Entierro de Cristo, Museo di Capodimonte, Nápoles.

Entre sus obras hay que reseñar la decoración en Bérgamo de la casa de Marino el viejo, padre de los Longo.

### Huida al sur. Fase final
El terrible Saco de Roma obligó a Polidoro a huir de la ciudad. Se refugió en el sur de Italia, donde está documentada su presencia en Nápoles en octubre de 1528, trabajando en su especialidad, las fachadas. Posteriormente marchó a Mesina, donde se estableció. Allí facturó un Camino del Calvario (Capodimonte, anterior a 1534), con evidentes citas del Spasimo de Sicilia de Rafael, aunque obviando cualquier intento de clasicismo. Al contrario, se apoya en referencias flamencas y germánicas presentes en Mesina, llegando incluso a los efectos caricaturescos en las figuras.
En su etapa final, Polidoro nos ha dejado una serie de pequeñas pinturas abocetadas, de tema religioso. En ellas completa su alejamiento de todo lo que significa el manierismo. Son obras violentas y agrias, dónde rechaza la belleza clásica que aprendió en sus comienzos. Son obras profundamente personales, ajenas a cualquier convención o movimiento. Por su misma idiosincrasia, cayeron en el olvido. La pintura posterior en el sur de Italia siguió otros derroteros, a pesar de que algunos maestros coetáneos, como Marco Cardisco, recibieron una evidente influencia del estilo de Caldara.
Polidoro de Caravaggio murió en 1543, asesinado en Mesina por un criado avaricioso.
Después de su muerte, en la segunda mitad del siglo XVI, su tumba en Mesina fue totalmente destruida, junto con la de Constantino Lascaris, durante la represión de la Contrarreforma.

## Obras destacadas
- Frescos de la Cappella della Passione, Santa Maria della Pietà, Vaticano (1522)
- Frescos de Villa Lante (ahora en el Palazzo Zuccaro, 1523)
- Frescos de la fachada del Palazzo Ricci (1524-25)
- Frescos de la Cappella de Fra Marino Fetti, San Silvestro al Quirinale (1525)
  - Escenas de la Vida de la Magdalena
  - Escenas de la Vida de Santa Catalina de Siena
  - Noli me Tangere
- Entierro de Cristo (1527, Museo di Capodimonte, Nápoles)
- Frescos de la fachada del Palazzo Gaddi (1527), destruido
- Frescos de la fachada del Palazzo Milesi (1527), destruido
- Camino del Calvario (antes de 1534, Museo di Capodimonte, Nápoles)